# Ruttkay István
Alsó- és felső-ruttkai Ruttkay István (Nagyszelezsény, 1803. augusztus 3. – Nagyszelezsény, 1869. szeptember 3.) 1848-49-es honvéd-alezredes, országgyűlési képviselő.

## Élete
jogi tanulmányait Pozsonyban elvégezvén, Zólyom vármegyei aljegyzőnek választatott, majd főjegyző (1842) volt. Az 1848-as mozgalmak már mint alispánt találták, aki a panszlávok túlkapásai ellen erélyesen síkra szállt. Midőn már a hazának fegyveres kézre is szüksége volt, Ruttkay sietett vármegyéjében katonaságot toborzani és rövid idő alatt megalakította a 17. honvéd-zászlóaljat, melynek azután parancsnoka lett. Eleinte Hurbán tót főnök ellen harcolt, később Komáromba rendelték és itt is maradt mint alezredes a kapitulációig. Zászlóalja vitézségeért vörös sapkát nyert. A kapituláció után hazament szülőföldjére. 1861-ben alispánja lett Zólyom vármegyének. 1865-ben pedig Besztercebánya országgyűlési képviselőjének választotta. Végéveit Nagyszelezsényben töltötte.

## Művei
- Gyászbeszéd Radvánszky Antal ev. kerületi inspector és ft. Fogler Ferencz kanonok hamvai felett 1840. ápr. 7. Beszterczebánya. (Zólyomi siralom c. műben.)
- Gyászbeszéd, melyet (Ghéczy István főispán felett) a székház termében Beszterczebányán mondott 1842. máj. 17. Uo. (Halotti tisztelet c. műben Kuzmányi Károly gyászbeszédével együtt)